# Nouvoitou
 Nouvoitou  es una población y comuna francesa, situada en la región de Bretaña, departamento de Ille y Vilaine, en el distrito de Rennes y cantón de Châteaugiron.

## Demografía
| 1169 | 1125 | 1157 | 1615 | 2348 | 2556 |
| Para los censos de 1962 a 1999 la población legal corresponde a la población sin duplicidades (Fuente: INSEE [Consultar]) |      |      |      |      |      |